# Brasserie Noyon
La Brasserie des 2 Caps ou Brasserie Noyon est située à Tardinghen dans le département du Pas-de-Calais

## Bières
- 2 Caps

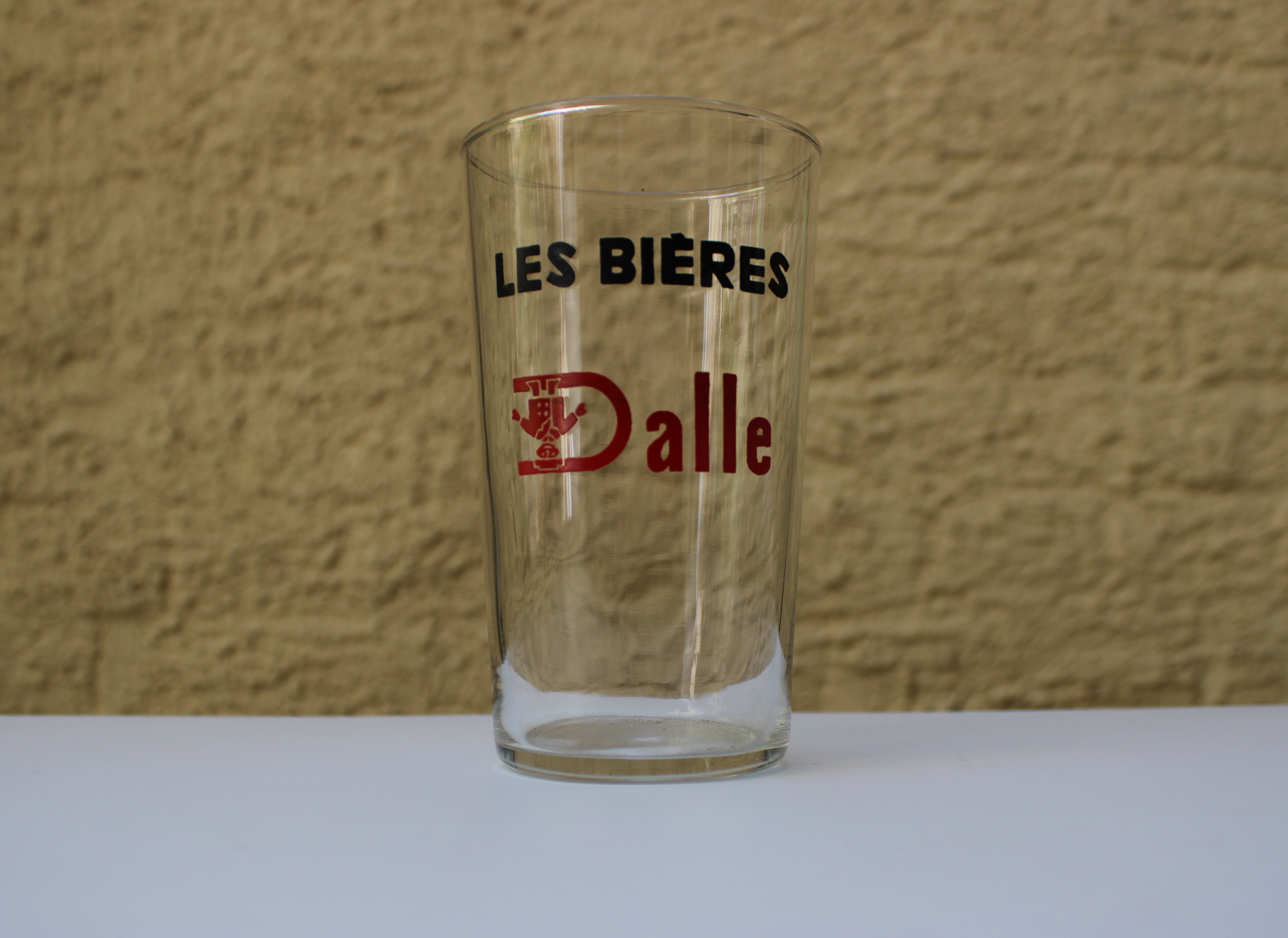
Vieux verre de la bière Dalle.

- Blanche de Wissant, bière blanche, légère, brassée avec du blé tendre d'hiver et des orges maltées.
- Noire de Slack, bière noire aux orges grillées,
- Belle Dalle, bière de dégustation sur lie
- La Bière à Frometon